# 周克芹
周克芹（1937年10月28日—1990年8月5日），四川簡陽人，中國作家，被認為是傷痕文學的代表人物之一。他以1979年發表的小說《許茂和他的女兒們》聞名於中國，後來並於1981年拍成電影，也於同年獲得首屆茅盾文學獎。

## 生平
周克芹出生於四川省简阳市，1958年畢業於成都農業技術學校，並在家鄉擔任農民。後來他於1963年發表第一份作品《井臺上》，之後陸續在報上發表許多短篇小說。1979年所寫成的長篇小說《許茂和他的女兒們》，約20萬字，以寫實主義的筆法描述在一個偏僻鄉村的一戶農家的生活，並回顧許多政策對他們家庭所造成的影響。周克芹因為此部小說而聞名中國，並被認為是傷痕文學的代表人物之一。此外他的《勿忘草》《山月不知心里事》也获得1980、1981年两届全国优秀短篇小说奖。
1984年擔任四川省作家協會副主席，後來又擔任中國作家協會第四屆理事。
1990年7月21日，被确诊为晚期肝癌。8月5日病逝於成都市解放军成都军区总医院，享年53歲。

## 作品

### 长篇小说
- 《许茂和他的女儿们》1980年四川文艺出版社
- 《秋之惑》1990年中国青年出版社

### 中短篇小说
- 秀云和支书、井台上、早行人、李秀满、石家兄妹、希望、青春一号、灾后、两妯娌、勿忘草、落选在艰难的日子里、甘家的甘大爷、采采、风为媒、橘香，橘香饯行、邱家桥首户、来来、五月春正浓、晚霞、断代、上行车，下行车、绿肥红瘦、人生一站、难忘今宵、雨中的愉悦、虚惊、写意、笔筒的故事。

### 散文随笔
- 巴黎一瞥、在杜依哈的中国医生、《关于黄龙、九寨的通信》、《许茂和他的女儿们》创作之初、真实才是美、编者与作者的合作、《晚霞》点滴、神游、几句闲话、题外之谈、农村青年的追求、答《文谭》记者问、学习与思考、《时代.改革.文学》、《袖手于前，疾书于后》、深情地领受人民的鞭策、坚持深入群众的斗争生活、扎根农村努力写作、文学与农村题材、说“竭”、八十年代农村题材展望、《感受.表达》、关于如何反映当前农村生活的通信、一点感想、“创作自由”二题、我们的任务、写在ju花时节、面对乡土的文学、纪实散文大有可写、再论深入生活的重要性。

### 文集
- 《周克芹文集》上中下，2007年四川文艺出版社。上卷收录长篇小说2部，中卷收录中短篇小说31篇，下卷收录散文随笔、电影文学剧本、报告文学等。

## 外部連結
- 周克芹 （页面存档备份，存于）於中文電影資料庫
- 周克芹[永久]於中國影視資料館
- 周克芹在互联网电影资料库（IMDb）上的資料（英文）